# 전주영생고등학교 축구부
전주영생고등학교 축구부는 전주영생고등학교의 축구부로 전북 현대 모터스의 U-18팀이다.

## 역사
2009년에 창단된 전주영생고등학교 축구부는 K리그1에 참가하는 전북 현대 모터스의 U-18팀 소속으로 국가대표인 권경원 선수와 같은 여러 선수들을 배출해왔다.

## 선수단

### 출신 선수
- 권경원
- 김승준

## 같이 보기
- 전주영생고등학교
- 전북 현대 모터스
- 김제금산중학교 축구부
- 전북 현대 모터스 U-12